# Station Sart-lez-Spa
Station Sart-lez-Spa is een voormalig spoorwegstation langs spoorlijn 44 in het dorpje Sart. Het station werd op 2 augustus 1959 gesloten voor reizigersverkeer maar had daarna nog tot 30 juni 1969 goederenverkeer.
0,0: Pepinster ·
0,7: Pepinster-Cité ·
1,6: Pepinster-Chinheid ·
3,2: Juslenville ·
3,8: Theux-Marie-Louise ·
4,2: Theux ·
5,0: Theux-Centre ·
5,6: Franchimont ·
7,4: La Reid ·
9,6: Marteau ·
11,2: Spa ·
12,5: Spa-Géronstère ·
15,2: Nivezé ·
19,8: Sart-lez-Spa ·
23,7: Hockai ·
27,3: Francorchamps ·
36,8: Stavelot